# ابن السكاك المكناسي
محمد بن أبي غالب بن أحمد المشهور بأبو عبد الله ابن السكاك المكناسي وبأبو يحيى ابن السكاك (توفي في ربيع الأول 818 هـ / 1415م) فقيه وأصولي وبياني ومفسر وخطيب ومؤرخ ونسابة مغربي وقاضي الجماعة بفاس. تتلمذ على يد ابن عباد الرندي، وكان صديقا لابن خلدون.
كان النفوذ الاجتماعي للشرفاء ذو أهمية خلال عصر المرينيين من خلال اعتناء الدولة بهم، عن طريق إصدار الظهائر السلطانية في حقهم، وإدرار الرتب عليهم، وقد تبوؤوا مكانة عالية في المجتمع في وقت ظهرت فيه مؤلفات تدعو إلى إكرامهم والاعتناء بهم لأنهم حفدة رسول الله، وكان لكتاب ابن السكاك «نصح ملوك الإسلام بالتعريف بما يجب عليهم من حقوق آل البيت الكرام» أثر بالغ في تعزيز النفوذ السياسي لآل البيت.
توفي بفاس بعد العشاء الآخرة ليلة الثلاثاء 12 ربيع الأول عام 818 هـ ودفن بكدية البراطيل ، داخل باب الفتوح ، مع شيخه ابن عباد قريباً منه.

## مؤلفات
له عدة مؤلفات، منها:
- شرح على الشفا للقاضي عياض.
- نصح ملوك الإسلام بالتعريف بما يجب عليهم من حقوق آل البيت الكرام .[5]
- استخراج كنز الملوك والوزراء والحجاب بالتعريف بأذكار يتوصل بها إلى فوز الدارين أرباب الألباب
- شرح الشفاء.
- كتاب في الاذكار.[6]
- شرح أبيات في مدح خير البرية لابن وفا[7][8]